# رادار سلبي

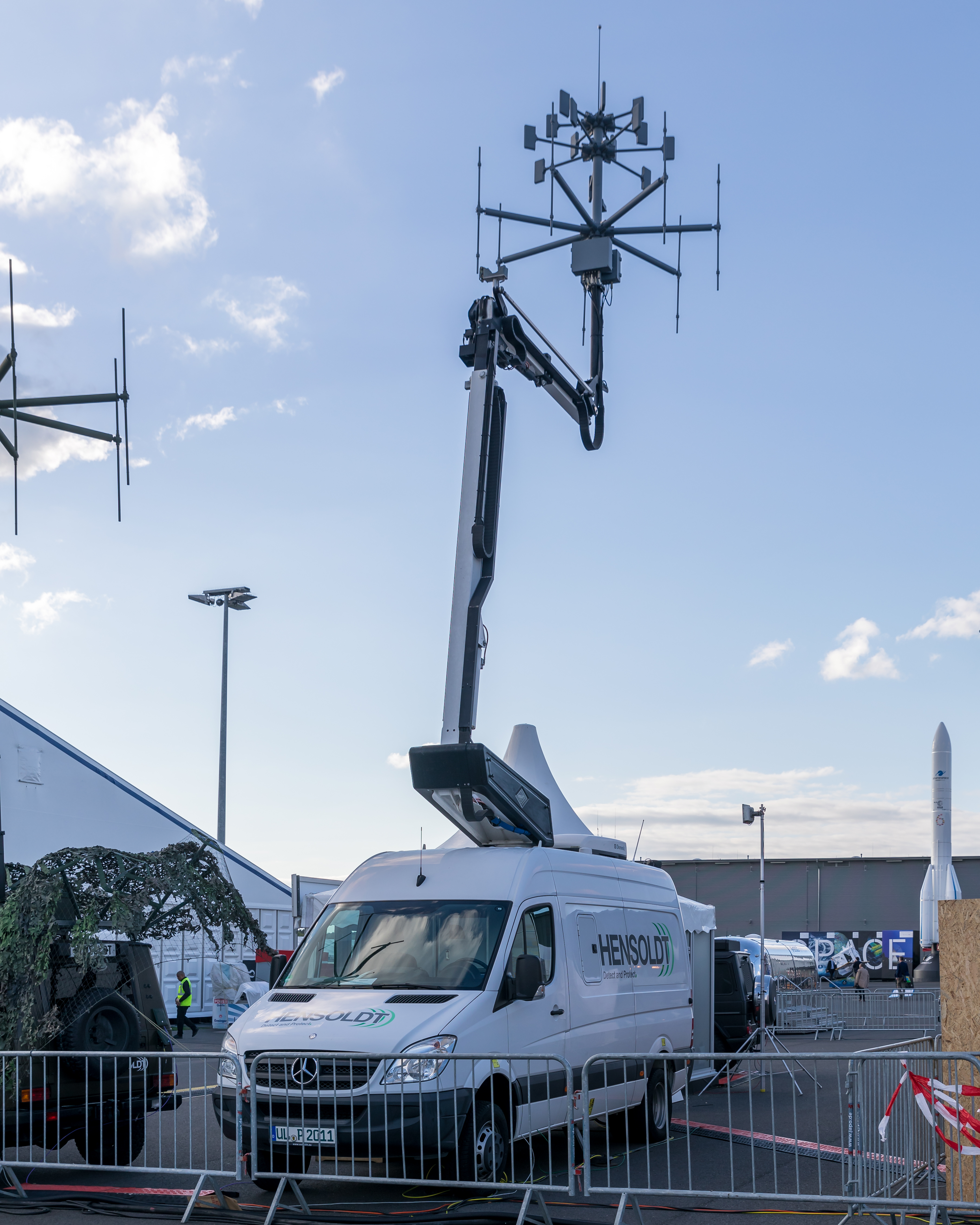

الرادار السلبي (بالإنجليزية: Passive Radar)‏ هو نوع متطور من الرادارات التي لا تقوم كما الرادارات العادية بارسال أشعة كهرومغناطيسيه ومن ثم  تحليل الأشعة المنعكسة بل تستخدم الأشعة الراديويه واشعة الإرسال التلفزيوني.

أنظمة الرادار السلبي تشمل فئة من أنظمة الرادار التي تكشف وتتعقب الأجسام عن طريق معالجة الانعكاسات من مصادر الإضاءة غير المتعاونة في البيئة، مثل البث التجاري وإشارات الاتصالات. هو حالة معينة من الرادار الازدواجي (بالإنجليزية: bistatic radar)‏، وهذه الأخير أيضا بما في ذلك استغلال أجهزة إرسال الرادارات التعاونية وغير التعاونية.

## مبدأ العمل
عند تحرك أي جسم ما في مجال المرسل(ليس الرادار غير الفعال) فان الرادار يحسب التغير في تردد الموجات المنعكسة 
من الجسم المتحرك، وبهذا يتمكن الرادار من حساب سرعة واتجاه الجسم المتحرك.يشترط قبل ذلك معرفة تردد الموجة المرسلة.
هذا النوع من الرادارات لديه القدرة على كشف الطائرات التي لا يظهرها الرادار العادي.
. حتى الكائنات الحية التي تتحرك في مجال المرسل يمكن تحديد مكانها بسرعة ودقة فائقتين.